# Separazione dei poteri

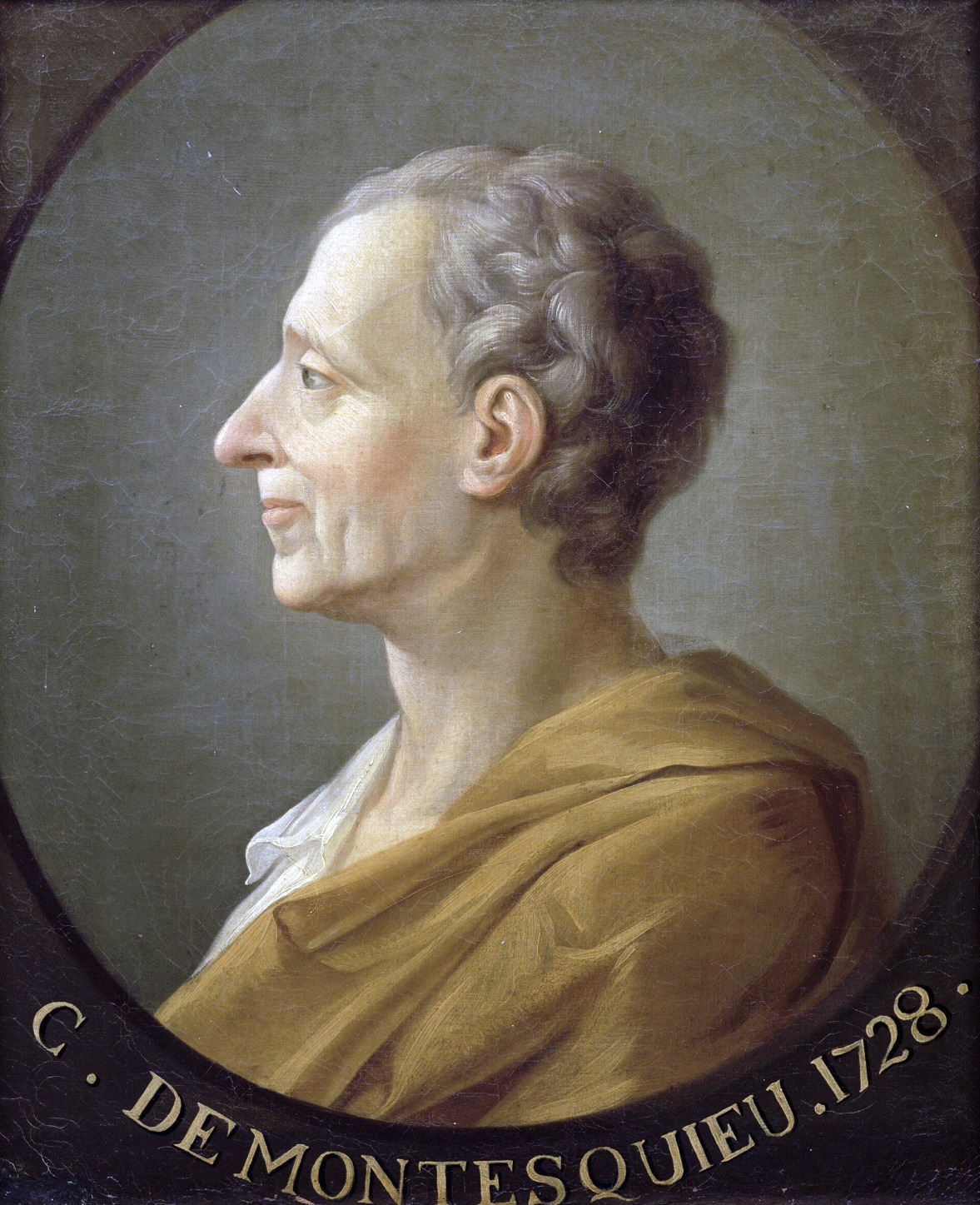
Charles-Louis de Secondat, barone di La Brède e di Montesquieu

La separazione dei poteri (o divisione dei poteri), nel diritto, è uno dei principi giuridici fondamentali dello Stato di diritto e della democrazia liberale.
Consiste nell'individuazione di tre funzioni pubbliche principali nell'ambito della sovranità dello Stato  (legislazione, amministrazione e giurisdizione) e nell'attribuzione delle stesse a tre distinti poteri dello Stato, intesi come organi o complessi di organi dello Stato indipendenti dagli altri poteri: il potere legislativo, il potere esecutivo e il potere giudiziario (gli stessi termini vengono usati anche per indicare la funzione a ciascuno attribuita), in modo da garantire il rispetto della legalità e abbattere eventuali distorsioni democratiche dovute ad abusi di potere e fenomeni di corruzione.

## Evoluzione storica

### Origini del principio

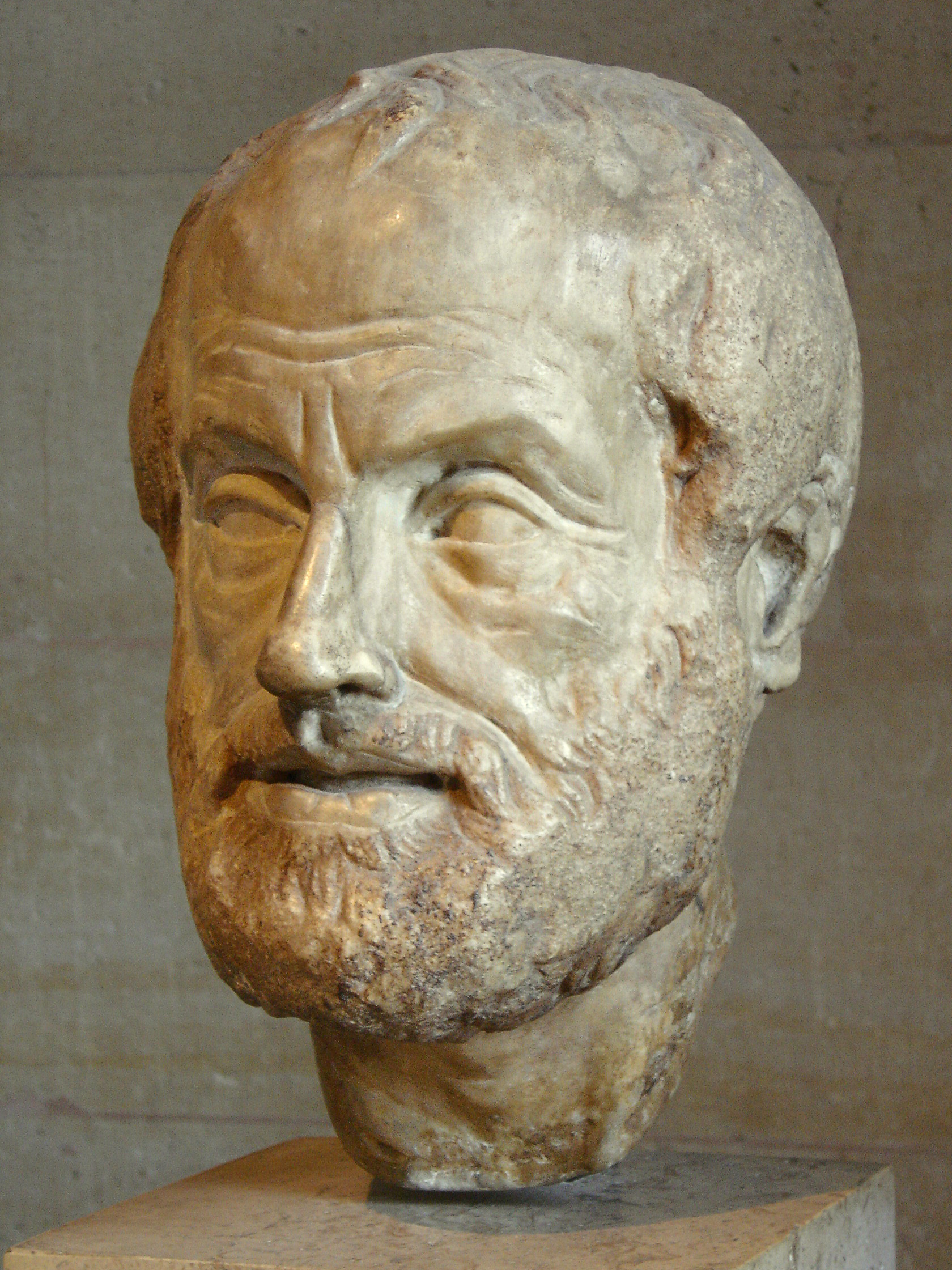
Aristotele

L'idea che la divisione del potere sovrano tra più soggetti sia un modo efficace per prevenire abusi è molto antica nella cultura occidentale: già si rinviene nella riflessione filosofica sulle forme di governo della Grecia classica, dove il cosiddetto governo misto era visto come antidoto alla possibile degenerazione delle forme di governo "pure", nelle quali tutto il potere è concentrato in un unico soggetto. Platone, nel dialogo La Repubblica, già parlò di indipendenza del giudice dal potere politico. Aristotele, nella Politica, delineò una forma di governo misto, da lui denominata politìa (fatta propria poi anche da Tommaso d'Aquino), nella quale confluivano i caratteri delle tre forme semplici da lui teorizzate (monarchia, aristocrazia, democrazia); distinse, inoltre, tre momenti nell'attività dello Stato: deliberativo, esecutivo e giudiziario. Polibio, nelle Storie, indicò nella costituzione di Roma antica un esempio di governo misto, in cui il potere era diviso tra istituzioni democratiche (i comizi), aristocratiche (il Senato) e monarchiche (i consoli).

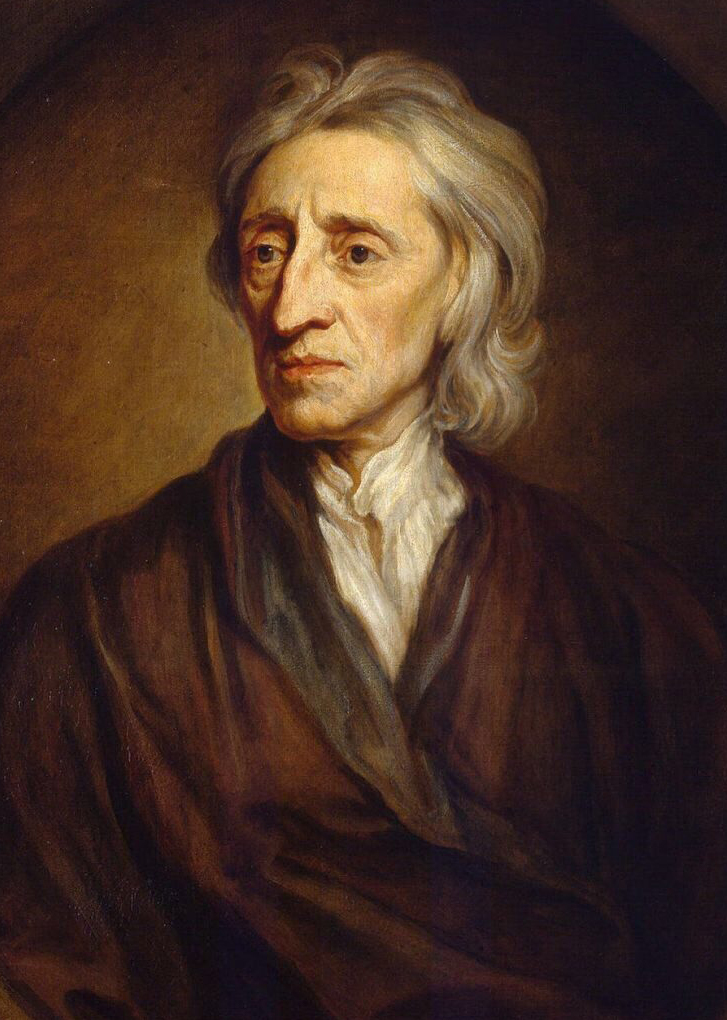
John Locke

Nel XIII secolo Henry de Bracton, nella sua opera De legibus et consuetudinibus Angliæ, introdusse la distinzione tra gubernaculum e iurisdictio: il primo è il momento "politico" dell'attività dello Stato, nel quale vengono fatte le scelte di governo, svincolate dal diritto; il secondo è, invece, il momento "giuridico", nel quale vengono prodotte e applicate le norme giuridiche, con decisioni vincolate al diritto (che, secondo la concezione medioevale, è prima di tutto diritto di natura e consuetudinario).
È però con John Locke che la teoria della separazione dei poteri comincia ad assumere una fisionomia simile all'attuale: i pensatori precedenti, infatti, pur avendo individuato, da un lato, diverse funzioni dello Stato e pur avendo sottolineato, dall'altro lato, la necessità di dividere il potere sovrano tra più soggetti, non erano giunti ad affermare la necessità di affidare ciascuna funzione a soggetti diversi. Locke, nei Due trattati sul governo del 1690, articola il potere sovrano in potere legislativo, esecutivo (che comprende anche il giudiziario) e federativo (relativo alla politica estera e alla difesa), il primo facente capo al parlamento e gli altri due al monarca (al quale attribuisce anche il potere, che denomina prerogativa, di decidere per il bene pubblico laddove la legge nulla prevede o, se necessario, contro la previsione della stessa).

### La teoria di Montesquieu
La moderna teoria della separazione dei poteri viene tradizionalmente associata al nome di Montesquieu. Il filosofo francese, nello Spirito delle leggi, pubblicato nel 1748, fonda la sua teoria sull'idea che "Chiunque abbia potere è portato ad abusarne; egli arriva sin dove non trova limiti [...]. Perché non si possa abusare del potere occorre che [...] il potere arresti il potere". Individua, inoltre, tre poteri (intesi come funzioni) dello Stato - legislativo, esecutivo e giudiziario - così descritti: "In base al primo di questi poteri, il principe o il magistrato fa delle leggi per sempre o per qualche tempo, e corregge o abroga quelle esistenti. In base al secondo, fa la pace o la guerra, invia o riceve delle ambascerie, stabilisce la sicurezza, previene le invasioni. In base al terzo, punisce i delitti o giudica le liti dei privati", perché "una sovranità indivisibile e illimitata è sempre tirannica".
Partendo da questi presupposti e prendendo a modello la costituzione inglese dell'epoca, Montesquieu elabora un modello di Stato in cui il potere legislativo "verrà affidato e al corpo dei nobili e al corpo che sarà scelto per rappresentare il popolo", mentre il potere esecutivo "deve essere nelle mani d'un monarca perché questa parte del governo, che ha bisogno quasi sempre d'una azione istantanea, è amministrata meglio da uno che da parecchi". Resta il potere giudiziario che Montesquieu considera "in qualche senso nullo" (espressione non del tutto chiara, che potrebbe fare riferimento alla sua neutralità) e che ritiene debba essere affidato a giudici tratti temporaneamente dal popolo.
Nel modello di Montesquieu il potere legislativo e quello esecutivo si condizionano e si limitano a vicenda, infatti: "Il potere esecutivo [...] deve prender parte alla legislazione con la sua facoltà d'impedire di spogliarsi delle sue prerogative. Ma se il potere legislativo prende parte all'esecuzione, il potere esecutivo sarà ugualmente perduto. Se il monarca prendesse parte alla legislazione con la facoltà di statuire, non vi sarebbe più libertà. Ma siccome è necessario che abbia parte nella legislazione per difendersi, bisogna che vi partecipi con la sua facoltà d'impedire. [...] Ecco dunque la costituzione fondamentale del governo di cui stiamo parlando. Il corpo legislativo essendo composto di due parti, l'una terrà legata l'altra con la mutua facoltà d'impedire. Tutte e due saranno vincolate dal potere esecutivo, che lo sarà a sua volta da quello legislativo. Questi tre poteri dovrebbero rimanere in stato di riposo, o di inazione. Ma siccome, per il necessario movimento delle cose, sono costretti ad andare avanti, saranno costretti ad andare avanti di concerto." Quanto al potere giudiziario, deve essere sottoposto solo alla legge, di cui deve riprodurre alla lettera i contenuti (deve essere la "bouche de la lois", "la bocca della legge").

### Recepimento nelle costituzioni
I rapporti tra potere legislativo ed esecutivo teorizzati da Montesquieu caratterizzano la forma di governo che verrà poi denominata monarchia costituzionale. Tale forma di governo, al momento in cui il filosofo francese scriveva, trovava la sua realizzazione pratica nel Regno d'Inghilterra, sebbene fosse già in corso quell'evoluzione - non colta da Montesquieu - che l'avrebbe trasformata in monarchia parlamentare.

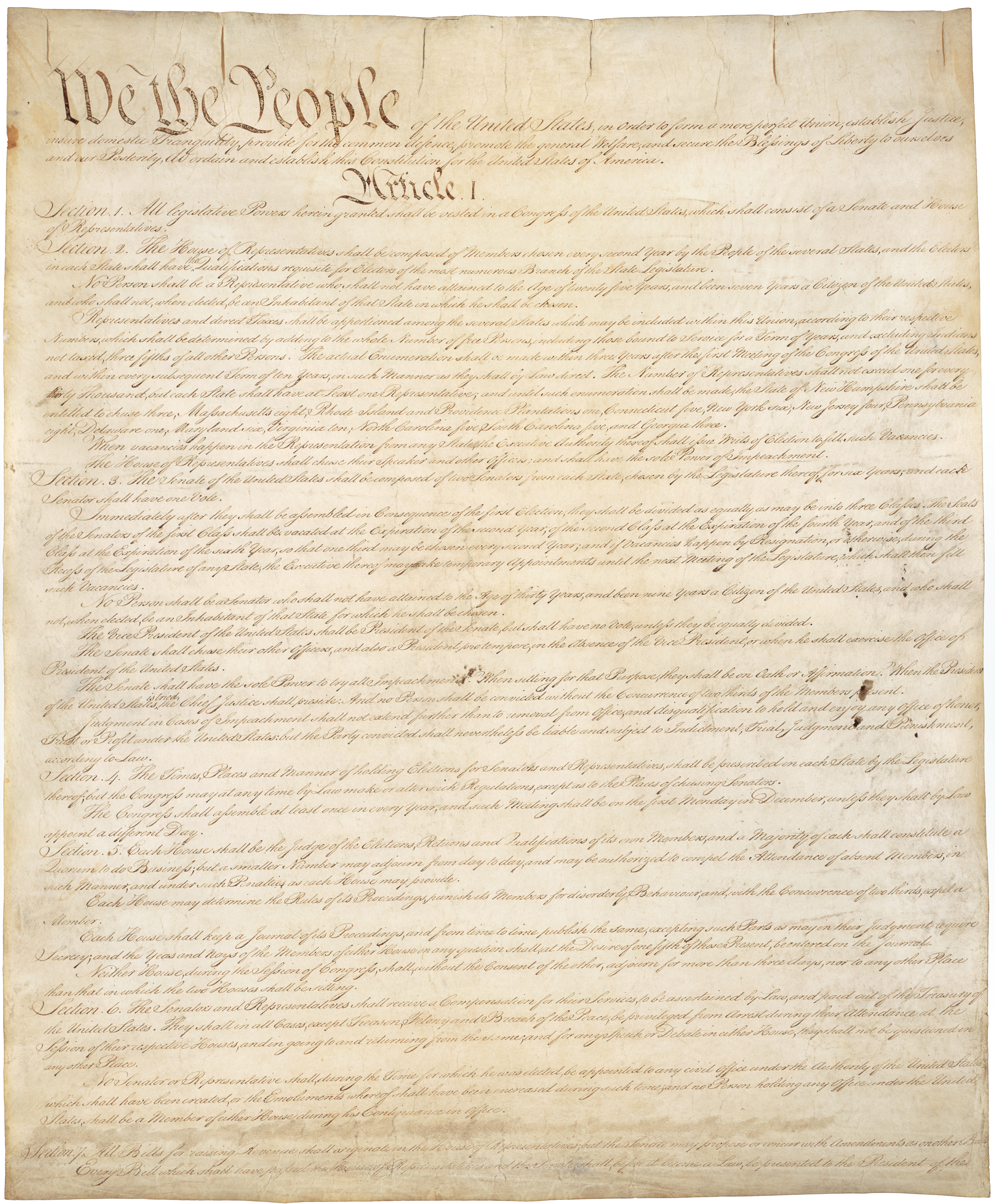
La prima pagina della Costituzione degli Stati Uniti d'America

Alla monarchia costituzionale inglese s'ispirò la Costituzione degli Stati Uniti d'America, sostituendo tuttavia al monarca un Presidente elettivo e alla camera nobiliare il Senato, rappresentativo degli Stati federati; emergeva così una nuova forma di governo: la repubblica presidenziale.
La Costituzione francese del 1791, adottata nella fase iniziale della Rivoluzione, delineò una monarchia costituzionale molto simile a quella teorizzata da Montesquieu. Invece la Costituzione del 1793 ripudiò il principio di separazione dei poteri, per concentrarli tutti nel Corpo Legislativo. Il principio venne ripristinato dalla Costituzione del 1795, che introdusse la forma di governo conosciuta come repubblica direttoriale, e formalmente mantenuto anche nella Costituzione del 1799, sebbene quest'ultima presentasse un netto sbilanciamento a favore del potere esecutivo, che aprirà la strada all'Impero napoleonico con la concentrazione di tutti i poteri nelle mani di Napoleone Bonaparte.
La separazione dei poteri ritornò nelle carte costituzionali del XIX secolo: in Europa le costituzioni concesse dai sovrani (octroyée in francese) adottarono quale forma di governo la monarchia costituzionale che in seguito, come era già avvenuto in Inghilterra, finì per evolversi in monarchia parlamentare; questo è quello che è accaduto anche in Italia con lo Statuto albertino. In America, invece, gli Stati latinoamericani, ottenuta l'indipendenza, si diedero costituzioni generalmente modellate su quella statunitense, anche tralasciando alcune intuizioni di Simón Bolívar sull'esistenza di poteri diffusi.
Attualmente la gran parte delle costituzioni mondiali è ispirata al principio di separazione dei poteri. La storia, peraltro, mostra come l'adozione di tale principio non sempre sia stata sufficiente a scongiurare degenerazioni autoritarie: basti ricordare, al riguardo, l'esempio di Napoleone III in Francia o di Benito Mussolini in Italia che, pur avendo assunto il potere nell'ambito di un sistema costituzionale basato sulla separazione dei poteri, sono poi riusciti a trasformarlo in regime autoritario.

### Rifiuto del principio
Se il principio di separazione dei poteri è divenuto uno dei capisaldi del moderno Stato di diritto, non sono mancate impostazioni teoriche e conseguenti esperienze costituzionali che lo hanno rifiutato.

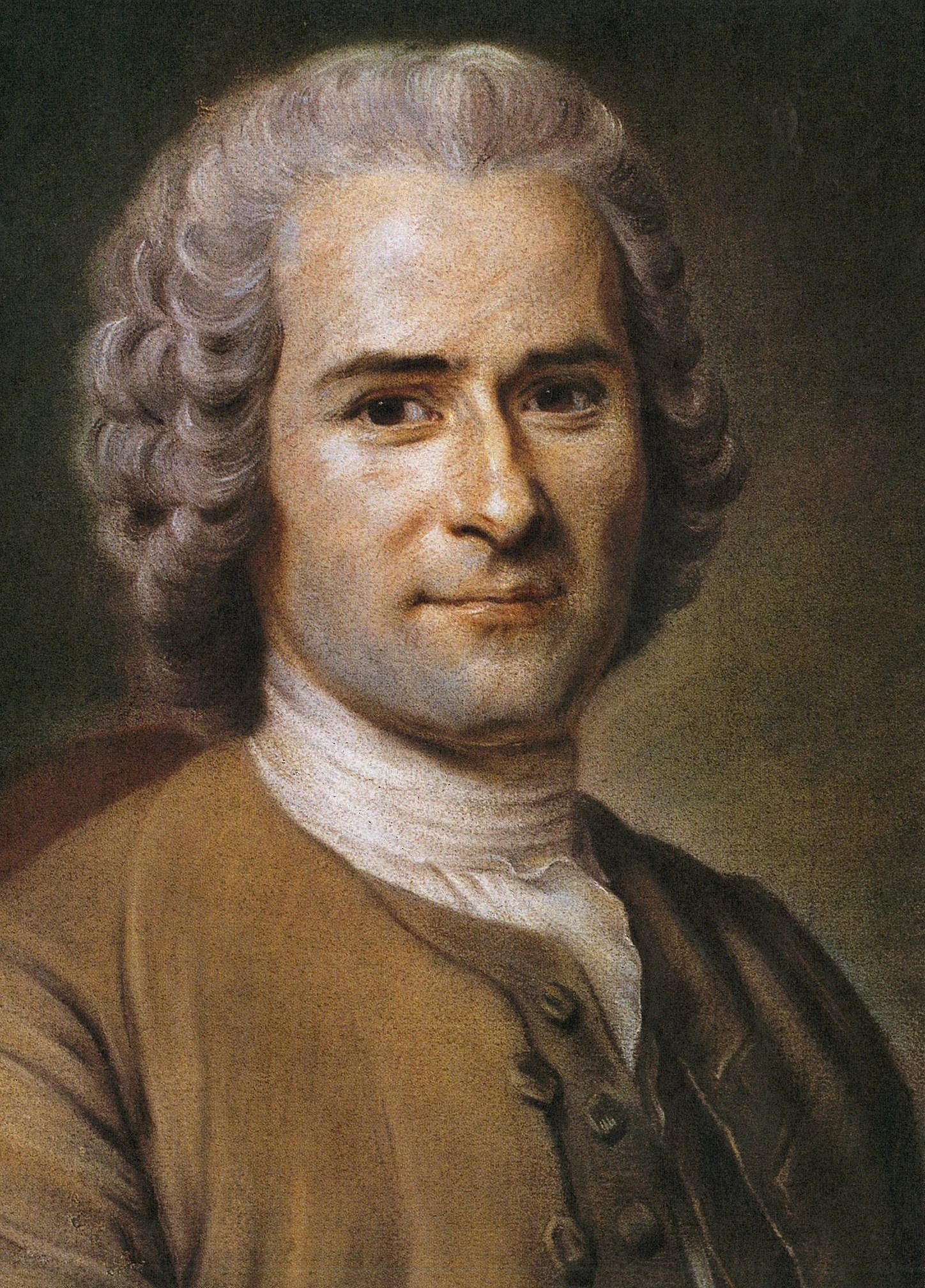
Jean-Jacques Rousseau

Si è già detto dell'abbandono del principio operato dalla Costituzione giacobina francese del 1793, che aveva concentrato tutti i poteri nell'assemblea elettiva (Corpo Legislativo), richiamandosi al concetto di sovranità popolare teorizzato da Jean Jacques Rousseau. Questi aveva identificato la sovranità popolare con la titolarità della funzione legislativa, alla quale aveva contrapposto la funzione di esecuzione, attribuita al governo, eletto dal popolo sovrano ma distinto da esso.
Un'impostazione per certi versi analoga è quella degli Stati comunisti che rifiutano il principio di separazione dei poteri, ritenuto proprio degli Stati borghesi, per sostituirlo con il principio di unità del potere statale. In base a questo principio tutto il potere è concentrato nelle assemblee elettive, ai vari livelli territoriali di governo (fino a quello centrale, statale o federale) le quali, in quanto organi del potere statale, non solo esercitano la funzione legislativa ma eleggono, controllano e, se del caso, possono revocare gli organi amministrativi (a livello statale il governo), giurisdizionali e di sorveglianza (procuratura) del proprio livello. D'altra parte, in virtù del principio del centralismo democratico, tutti questi organi rispondono ai loro elettori (quindi le assemblee al corpo elettorale, gli organi amministrativi, giurisdizionali e di sorveglianza alla rispettiva assemblea) ma dipendono anche dal corrispondente organo del livello superiore. Va aggiunto che le assemblee sono a loro volta condizionate dalla funzione di guida esercitata dal partito comunista (anch'esso strutturato secondo il principio del centralismo democratico).
Anche lo Stato autoritario, di tipo nazifascista, rifiuta la separazione dei poteri, contrapponendovi la concentrazione degli stessi nella persona del "capo" (duce, Führer, caudillo, ecc.), il quale tende a unire i ruoli di capo dello Stato, capo del governo e leader del partito unico e a esercitare direttamente la funzione legislativa (con il parlamento che, laddove sopravvive, si riduce a organo consultivo o di ratifica), mentre anche i giudici perdono la loro indipendenza.
Al di fuori dei casi ora ricordati, vi sono Stati e vi sono regimi che, pur non rifiutando ideologicamente il principio di separazione dei poteri, lo accantonano, concentrando i poteri in capo al governo (soprattutto monocratico, come quello presidenziale) o a un organo ad hoc (ad esempio, una giunta militare). In questi casi l'accantonamento della separazione dei poteri viene giustificato, spesso pretestuosamente, con la necessità di affrontare situazioni di pericolo per la sicurezza dello Stato e viene quindi presentato come temporaneo (anche se, non di rado, finisce per protrarsi nel tempo).
In generale sono oggi denominati dittature i regimi che, in contrasto con il principio di separazione dei poteri, concentrano gli stessi in un solo organo, monocratico o collegiale (anche se il termine non viene abitualmente impiegato con riferimento alle residue monarchie assolute). Tale accezione del termine amplia la più rigorosa accezione tradizionale che fa riferimento ai soli casi in cui i poteri sono concentrati in un organo straordinario in via eccezionale, trovando giustificazione in uno stato di necessità, e temporanea, come avveniva per il dictator romano.

## Caratteristiche
Negli Stati moderni, e in particolare nei regimi democratici:
- la funzione legislativa è attribuita al parlamento, nonché eventualmente ai parlamenti degli Stati federati o agli analoghi organi di altri enti territoriali dotati di autonomia legislativa, che costituiscono il potere legislativo;
- la funzione amministrativa è attribuita agli organi che compongono il governo e, alle dipendenze di questo, la pubblica amministrazione, i quali costituiscono il potere esecutivo;
- la funzione giurisdizionale è attribuita ai giudici, che costituiscono il potere giudiziario.

Va detto che oltre alla separazione dei poteri così intesa, detta orizzontale o funzionale, si parla anche di separazione dei poteri verticale o territoriale, con riferimento alla distribuzione dell'esercizio delle funzioni pubbliche su più livelli territoriali (Stato e altri enti territoriali). La separazione territoriale, che trova la sua massima espressione nei sistemi federali, può coesistere, e nella pratica coesiste, con quella funzionale: così, ad esempio, nell'ordinamento italiano la funzione legislativa, oltre a essere separata da quella esecutiva e giurisdizionale, è esercitata su due livelli territoriali (statale e regionale).
Nella concreta applicazione che ne fanno le costituzioni il principio di separazione dei poteri presenta delle attenuazioni rispetto all'ideale di una totale separatezza tra i tre poteri dello Stato e di una rigorosa corrispondenza tra funzioni e poteri ai quali sono affidate. Quando non esiste una rigorosa separazione delle funzioni, perché organi appartenenti a poteri diversi concorrono al loro esercizio, si parla di bilanciamento dei poteri o, con un'espressione mutuata dal diritto costituzionale statunitense, sistema dei checks and balances (controlli e contrappesi).

### Rapporti tra i poteri
Nemmeno il modello di Montesquieu prevedeva una rigorosa separazione tra potere esecutivo e legislativo; questi, infatti, si potevano condizionare a vicenda seppur solo in modo negativo: il legislativo limitando con le sue norme l'operato dell'esecutivo, l'esecutivo opponendo il suo veto alle norme emanate dal legislativo. A questo modello aderiscono sostanzialmente le forme di governo definite pure: monarchia costituzionale, repubblica presidenziale e repubblica direttoriale.
Ancor più stretti sono i rapporti tra potere esecutivo e legislativo nelle forme di governo parlamentari (monarchiche o repubblicane): qui il governo deve mantenere la fiducia del parlamento giacché, laddove la perdesse, si dovrebbe dimettere; d'altra parte, il potere esecutivo ha la possibilità di sciogliere il parlamento. Un discorso analogo può essere fatto per la repubblica semipresidenziale e per la forma di governo da taluni definita neoparlamentare, entrambe varianti della forma parlamentare caratterizzate, però, da un rafforzamento della posizione del governo: nella prima il governo deve mantenere la fiducia anche del capo dello Stato, che trae la sua legittimazione direttamente dal corpo elettorale; nella seconda è il governo a trarre direttamente la legittimazione dal corpo elettorale e il parlamento, pur potendo farlo dimettere togliendogli la fiducia, cagiona in tal modo il proprio automatico scioglimento.
Quanto al potere giudiziario, nei paesi di common law i giudici sono per lo più nominati dal governo o, meno frequentemente, dal parlamento. Anche nei paesi di civil law, però, dove i giudici sono normalmente funzionari di carriera reclutati tramite concorso, il governo, attraverso il dicastero della giustizia, può avere rilevanti competenze in ordine alla loro assegnazione agli uffici, alle questioni disciplinari, ecc., quando tali competenze non sono attribuite a un organo di autogoverno della magistratura, come il Consiglio Superiore della Magistratura italiano.

### Attribuzione delle funzioni ai poteri
La rigorosa attuazione del principio di separazione imporrebbe che ciascun potere dello Stato esercitasse la funzione che gli è propria nella sua interezza e solo quella (specializzazione della funzione). In realtà in nessun ordinamento il principio viene attuato in modo così rigoroso.
Le deviazioni più rilevanti si osservano nel caso della funzione normativa giacché i parlamenti, per loro natura, non sono molto adatti a emanare norme di dettaglio o in settori che richiedono complesse valutazioni tecniche o, ancora, in tempi stretti per ragioni di urgenza. Per ovviare a ciò tutti gli ordinamenti attribuiscono al potere esecutivo la possibilità di emanare norme con atti aventi forza inferiore a quella della legge o, in certi casi, con la stessa forza; negli ordinamenti di Common law un potere analogo è attribuito anche agli organi giurisdizionali per l'emanazione delle norme di procedura. Si aggiunga che il governo ha, in molti ordinamenti, la possibilità di proporre le leggi al parlamento e, di fatto, la gran parte delle leggi approvate è proprio d'iniziativa governativa. Una particolare funzione normativa è, infine, quella esercitata dai giudici costituzionali e amministrativi negli ordinamenti dove gli è attribuito il potere di annullare norme.
Anche la funzione amministrativa non è nella generalità degli ordinamenti attribuita esclusivamente al potere esecutivo. Ovunque il parlamento esercita funzioni che si possono considerare materialmente amministrative: l'esempio più rilevante è l'approvazione del bilancio dello Stato; può, inoltre, adottare le cosiddette leggi-provvedimento che, pur avendo la forma di legge, hanno in realtà il contenuto di un provvedimento amministrativo. È considerata dalla maggioranza della dottrina funzione materialmente amministrativa anche la cosiddetta volontaria giurisdizione esercitata dai giudici. Un'altra ipotesi di funzioni amministrative attribuite al potere giudiziario si ha in quegli ordinamenti nei quali, come in Italia e in Francia, le funzioni di pubblico ministero sono svolte da magistrati anziché da funzionari del potere esecutivo, come avviene nella maggioranza degli ordinamenti.
Più limitati sono i casi di funzioni giurisdizionali attribuiti a poteri diversi dal giudiziario perché la terzietà dell'organo giudicante, che connota la giurisdizione, mal si concilia con organi spiccatamente politici, e quindi di parte, come il parlamento o il governo. Ciononostante qualche esempio non manca: si pensi alle funzioni giurisdizionali esercitate dal parlamento quando giudica sulla validità dell'elezione dei propri membri o sui reati commessi dal capo dello Stato e dai membri del governo; oppure si pensi al potere di grazia, attribuito nella generalità degli ordinamenti al capo dello Stato.
Molti autori hanno, pertanto, giudicato arbitraria l'individuazione delle tre funzioni statali tradizionali, ritenendola inadeguata per eccesso o per difetto. Sul primo versante si colloca la posizione di Hans Kelsen, secondo cui l'unica distinzione logicamente giustificata sarebbe quella tra creazione e applicazione della legge, mentre la distinzione, nell'ambito di quest'ultima funzione, tra giurisdizione e amministrazione non sarebbe altro che una contingenza storica. Sul versante opposto si collocano gli autori che aggiungono altre funzioni alle tre tradizionali, quali l'indirizzo politico, la funzione di revisione costituzionale, il controllo di legittimità costituzionale delle leggi, il controllo sul potere esecutivo operato da organi indipendenti (come le corti dei conti), o la funzione "neutra" del capo dello Stato nei sistemi parlamentari.
Per converso, istanze pubbliche vengono avanzate per ripristinare una più rigida separazione dei poteri, soprattutto dopo la denuncia di commistioni e ingerenze che si verificano nelle moderne democrazie di massa. Si tratterebbe di deviazioni che rischiano di alterare il sistema di pesi e contrappesi con il quale si previene la dittatura della maggioranza. 
Un'ipotesi diversa da quelle finora considerate si ha quando, per ragioni di necessità, l'ordinamento entra in un regime eccezionale e temporaneo di deroga della costituzione che prende il nome di stato di guerra quando è determinato da pericoli alla sicurezza dello Stato provenienti dall'esterno e generalmente di stato d'assedio quando è, invece, determinato da pericoli interni. In questi casi anche il principio di separazione dei poteri subisce rilevanti deroghe, con il trasferimento delle funzioni normative dal Parlamento al Governo.

## In Italia
Il principio costituzionale della separazione dei poteri è attuato sul piano procedurale, ma senza una riserva di legge che associ determinate materie legislative alla competenza di singoli organi e a uno specifico strumento di legislazione. Ad esempio, l'ordinamento non pone alcun limite all'attività legislativa del Parlamento né prevede alcuna riserva di regolamento per il potere esecutivo e per l'amministrazione.
Per questa via, si perviene allo svolgimento di funzioni amministrative da parte della funzione giurisdizionale cioè il pubblico ministrero (pm), funzioni legislative espletate dalla pubblica amministrazione (regolamenti), funzioni amministrative svolte dal Parlamento (RAI, società per azioni a direzione parlamentare; segretariati generali, reclutamento e amministrazione del personale dipendente). Significativamente, nei primi anni Duemila, il costituzionalista Cassese scriveva che «è dubbio che la divisione dei poteri sia ancora un principio del diritto italiano». Tuttavia la Costituzione sancisce numerose riserve di legge a favore del Parlamento e numerose riserve di giurisdizione a favore del potere giudiziario. Inoltre il principio di eguaglianza obbliga il legislatore ad adottare leggi generali e astratte, limitando fortemente le ipotesi di legge-provvedimento dal contenuto amministrativo.

## Critiche e innovazioni teoriche
Nonostante il suo indubbio successo la separazione dei poteri, nella formulazione sopra illustrata, è stata ed è oggetto di svariate critiche a livello teorico, ispirate a concezioni di tipo organicistico.
Il filosofo Hegel limitò il principio della separazione dei poteri in favore dello Stato etico, affermando che se i poteri fossero autonomi si verificherebbe lo sconquasso dello Stato e che tramite essi si raggiunge «un equilibrio generale, ma non un'unità vivente», mentre lo Stato è un tutto organico, «una totalità organizzata e distinta in attività particolari», e che in generale «le parti sono costituite e determinate dall'intero». Ciascun potere è una totalità «per il fatto che esso ha attivi in sé e contiene gli altri momenti». Lo Stato esercita quindi l'interezza del suo potere qualunque sia la funzione particolare che volta per volta venga in rilievo. In ogni atto statuale c'è tutto lo Stato.
Il potere esecutivo si incarna nel sovrano o dipende da esso, è limitato dalla legge, che non è però il limite del parlamento come istanza rappresentativa della comunità: Hegel rigetta la sovranità popolare in favore di una forma elettiva e rappresentativa. La subordinazione alla legge è garanzia dell'unità dello Stato, mentre la cooperazione tra i poteri è un imperativo etico che nasce dal concetto di Costituzione.
La Costituzione interiorizza la dialettica hegeliana all'interno delle normali dinamiche democratiche dei tre poteri: nella contrapposizione dialettica fra Parlamento ed Esecutivo che trova una sintesi nel Sovrano o Capo dello Stato e nel potere giudiziario che afferma il principio di legalità sull'esecutivo, nella contrapposizione dialettica fra i due rami di un Parlamento bicamerale che trova una sintesi nell'Esecutivo, nella contrapposzione dialettica fra due gradi di giudizio nel potere giudiziario che trova una sintesi finale nella Corte Suprema.

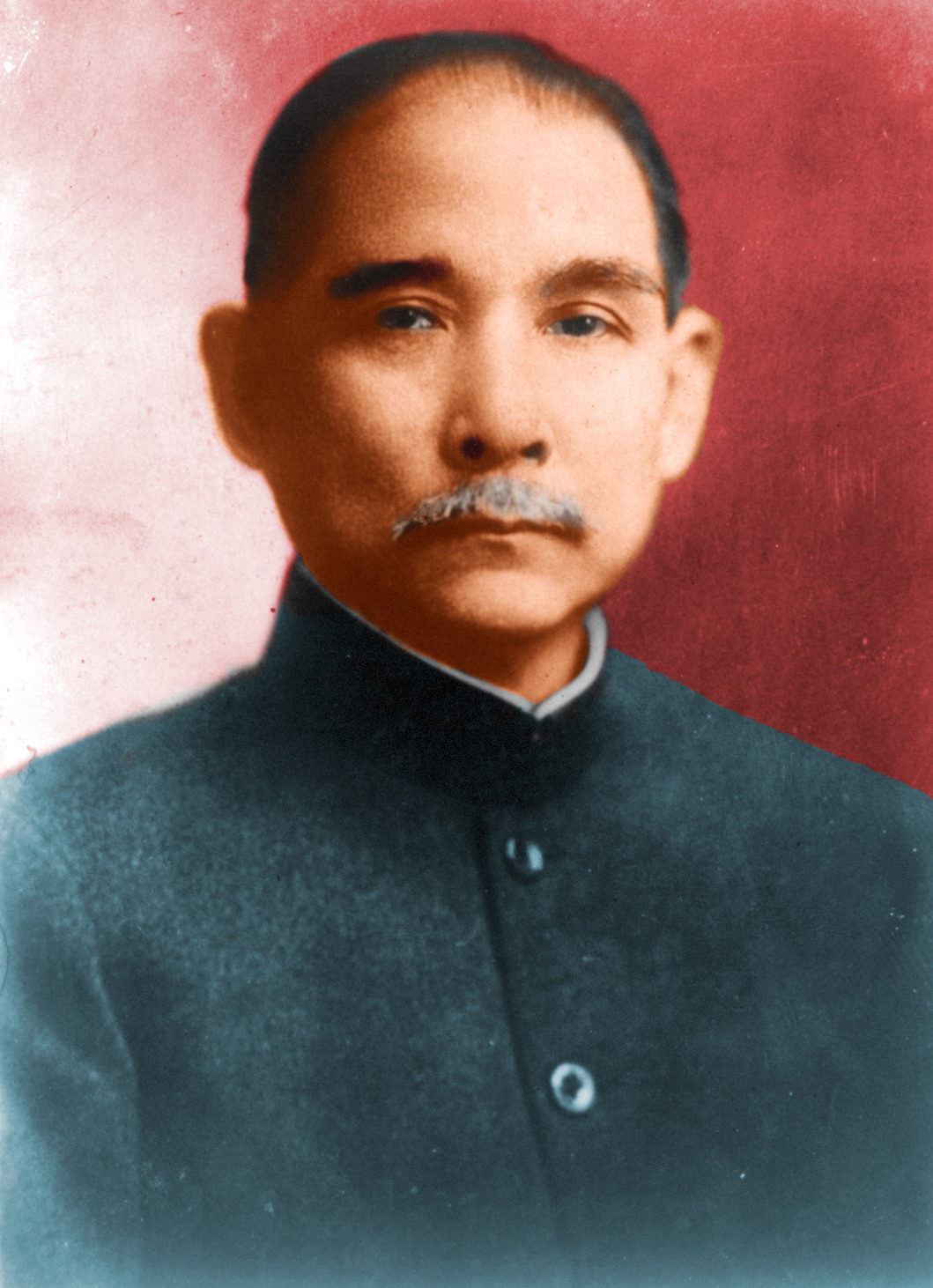
Sun Yat-sen

Una particolare innovazione alla teoria della separazione dei poteri è quella dei cinque yuàn proposta da Sun Yat-sen per la Cina e attualmente applicata a Taiwan. Questa teoria integra la tradizione occidentale con elementi propri della cultura cinese, affiancando agli yuàn legislativo, esecutivo e giudiziario, corrispondenti ai tradizionali poteri dello Stato, lo yuàn di controllo, incaricato di controllare l'operato del governo, e lo yuàn di esame, incaricato della selezione meritocratica dei pubblici funzionari (che ha sempre avuto un rilievo particolare nella cultura cinese).

## Nella cultura di massa
Non si può invece considerare innovazione teorica al principio di separazione dei poteri l'uso di definire la stampa quarto potere per la sua capacità di influenzare le opinioni e le scelte della popolazione (in particolare, degli elettori) ma anche per il controllo che svolge (o può svolgere) sul potere politico informando la popolazione riguardo alle attività dei suoi detentori.
Sulla stessa scia è stata in seguito coniata la definizione di quinto potere per la televisione e, con lo sviluppo avuto dal Web, di sesto potere per Internet. In questi casi il termine potere è usato in senso metaforico, trattandosi di fenomeni sociali del tutto diversi dai poteri dello Stato.